# Jean Rougé
Pour les articles homonymes, voir Rougé.
Jean Rougé, né le 15 août 1913 Vernon et mort le 1er août 1991 à Lyon est un historien français.

## Biographie
Jean Rougé naît le 15 août 1913.
Il est professeur émérite d'histoire antique à l'université Lyon-II.
En février 1979, il fait partie des 34 signataires de la déclaration rédigée par Léon Poliakov et Pierre Vidal-Naquet pour démonter la rhétorique négationniste de Robert Faurisson.
Il meurt le 1er août 1991.

## Publications
- Recherches sur l'organisation du commerce maritime en Méditerranée sous l'Empire romain (thèse de doctorat ès lettres remaniée), Paris, SEVPEN, coll. « Ports, routes, trafics » (no 21), 1966, 540 + VIII (BNF 37532185).
- Les Institutions romaines, de la Rome royale à la Rome chrétienne, Paris, Armand Colin, coll. « U2 » (no 73), 1969, 320 p. (BNF 35220948).
- Avec Gilbert Charles-Picard, Textes et documents relatifs à la vie économique et sociale dans l'Empire romain : 31 avant J.-C.-225 après J.-C., Paris, Société d'édition d'enseignement supérieur, coll. « Regards sur l'histoire : sciences auxiliaires de l'histoire » (no 6), 1969, 272 p. (BNF 35167533).
- La Marine dans l'Antiquité, Paris, Presses universitaires de France, coll. « L'Historien » (no 23), 1975, 215 p. (BNF 34551507), (ISBN 978-2-1303-3652-5)
- Dir. avec Robert Turcan, Les Martyrs de Lyon (177), Paris, éditions du CNRS, coll. « Colloques internationaux du Centre national de la recherche scientifique » (no 575), 1978, 328 p. (ISBN 2-222-02223-1).